# Brahmagupta
Brahmagupta (szanszkrit: ब्रह्मगुप्त) (598–668) indiai matematikus és csillagász. Valószínűsíthetően Brahmagupta születési helye Bhillamala (a mai Bhinmal, Rádzsasztán állam), mely abban az időben a Gurdzsara dinasztia uralma alatt állt.

## Élete
A Bráhmaszphutasziddhánta XXIV. fejezetének 7. és 8. versében azt mondja, hogy a mű írásakor, Śaka 550-ban (= i.sz. 628) 30 éves volt, és ekkor Vjághramukha király uralkodott, ebből a születési éve 598-nak adódik.  Brahmagupta apjának neve Dzsisznugupta.

## Munkássága
Brahmagupta volt az első, aki bevezette a nulla használatát, és szabályokat adott meg a használatához a számításokban. Ugyancsak ismertette a negatív számok használatát a matematikában. Megállapította, hogy két negatív szám szorzata pozitív számot ad eredményül.
A szövegek az indiai matematikában szokásos módon versekbe vannak szedve. Mivel bizonyításokat nem közölt, nem lehet tudni, hogy matematikája mire támaszkodott.
Foglalkozott a bolygók mozgásával, a fogyatkozásokkal, és a Hold fázisaival is.
Két jelentős hatású művet hagyott hátra, amik a matematika és a csillagászat kérdéseivel foglalkoztak: a Bráhmaszphutasziddhánta („A világegyetem magyarázata”), ami egy 20 kötetes mű, 628-ban jelent meg, ez főleg elméleti értekezés; a másik a Khandakhádjaka („Asztronómiai értekezés”), ami a gyakorlatban használható mű.
Brahmagupta a Dzsantar Mantar csillagászati obszervatórium vezetője volt Uddzsaínban, amely akkoriban az ókori Indiában egyúttal a leghaladóbb matematikai központ is volt. Itt Brahmagupta a csillagászati megfigyelések és számítások fejlesztésével is foglalkozott.

## ABráhmaszphutasziddhánta
Legismertebb munkája a Bráhmaszphutasziddhánta, mely a matematikatörténet egyik jelentős műve. Ebben szerepel először a nulla szisztematikus használata és a negatív számokkal történő számolás.
Al-Bírúni történész (c. 1050) Tariq al-Hind című könyvében elmondja, hogy az al-Ma'mun kalifátusnak volt egy követsége Indiában, és ezen keresztül egy könyv érkezett Bagdadba, amit lefordítottak arab nyelvre. A könyv arab címe Szindhind volt. Általános egyetértés van abban, hogy ez a bizonyos Szindhind azonos Brahmagupta Bráhmaszphutasziddhánta című munkájával.
Brahmagupta leírja a helyi értékes rendszert, amit Indiában akkoriban már használtak, és a számokkal végezhető műveletek módszerét. Megengedi ugyanakkor a nulla használatát ezekben a műveletekben; értékét úgy adja meg, hogy egy mennyiségből önmagát kivonja. Előtte a nulla csak helyi értéket jelölt (hogy pl. a 23-at a 230-tól meg lehessen különböztetni). Megadja a 0 olyan aritmetikai tulajdonságait, hogy egy számot megszorozva nullával nullát kapunk, vagy hogy egy értékhez nullát adva az érték nem változik. Tárgyalja a negatív számokat, amit szemléletes módon „adósság”-nak nevez, és elsőként jelenti ki, hogy bizonyos számítások eredményeként negatív szám is lehet jó megoldás.
Brahmagupta ezután algebrai kérdésekkel foglalkozik. Bevezet néhány algebrai jelölést, majd lineáris és négyzetes egyenletek megoldási módjait ismerteti. Kitalált egy zseniális módszert az ax2 + c = y2 formájú diofantoszi egyenlet (egész számok halmazán vett egyenlet) megoldására. (Például helyesen adja meg, hogy a {\displaystyle 61x^{2}+1=y^{2}} egyenletnek legkisebb pozitív megoldásai az {\displaystyle x=}226 153 980 és az {\displaystyle y=}1 766 319 049 számok.)
Megadja híressé vált képleteit (többek között) a négyzetszámok összegére.
{\displaystyle 1+2+...+n={\frac {n\left(n+1\right)}{2}}}
{\displaystyle 1^{2}+2^{2}+...+n^{2}={\frac {n\left(n+1\right)\left(2n+1\right)}{6}}}
{\displaystyle 1^{3}+2^{3}+...+n^{3}={\frac {n^{2}\left(n+1\right)^{2}}{4}}}
Brahmagupta leírta a következő összefüggést:
{\displaystyle \ 1-\sin ^{2}x=\cos ^{2}x=\sin ^{2}\left({\frac {\pi }{2}}-x\right)\,}
Kidolgozta a Brahmagupta-féle interpolációs képletet, amivel a szinuszfüggvény értékei számíthatók ki.
Ismerteti a négyzetgyökvonás kiszámítási módjait.
A mű egy része konkrét csillagászati kérdésekkel foglalkozik, olyanokkal, mint a nap- és holdfogyatkozás, vagy a bolygók együttállása időpontjának meghatározása.
A mű jelentős mértékű hatást gyakorolt az arab tudósok által művelt matematikára, és az ő munkáikon keresztül később az Európában kialakuló matematika fejlődésére.

### A húrnégyszög
A Bráhmaszphutasziddhánta olyan összefüggéseket közöl, mint például a húrnégyszög területének képlete, vagy egyes algebrai egyenletek megoldásai.
A húrnégyszög területének kiszámítására megad egy közelítő és egy pontos értéket adó képletet is az oldalhosszok értékeinek függvényében:
- Jelölések:

{\displaystyle a,b,c,d:} a húrnégyszög oldalai (ismert értékek),
{\displaystyle p=a+b+c+d:} a húrnégyszög kerülete,
{\displaystyle A:} a húrnégyszög területe.
- közelítő megoldás a húrnégyszög területére:

{\displaystyle A\approx {\frac {\left(a+c\right)}{2}}\times {\frac {\left(b+d\right)}{2}}}
- pontos érték:

{\displaystyle A={\sqrt {\left({\frac {p}{2}}-a\right)\left({\frac {p}{2}}-b\right)\left({\frac {p}{2}}-c\right)\left({\frac {p}{2}}-d\right)}}}
Ezt általában Brahmagupta-képletnek nevezik.
Ha valamelyik értéket 0-nak vesszük, a pontos értéket adó képlet használható háromszög területének kiszámítására is (később Hérón-képlet néven lett ismert az európai matematikában).
Szintén előszeretettel foglalkozott speciális húrnégyszögekkel, melyeknek átlói merőlegesek egymásra. Bebizonyította például, hogy ha egy húrnégyszög átlói merőlegesek egymásra, és az átlók metszéspontjából merőlegest állítunk a húrnégyszög valamelyik oldalára, akkor e merőleges egyenes a négyszög szemközti oldalát felezi.

### A gnómon árnyéka

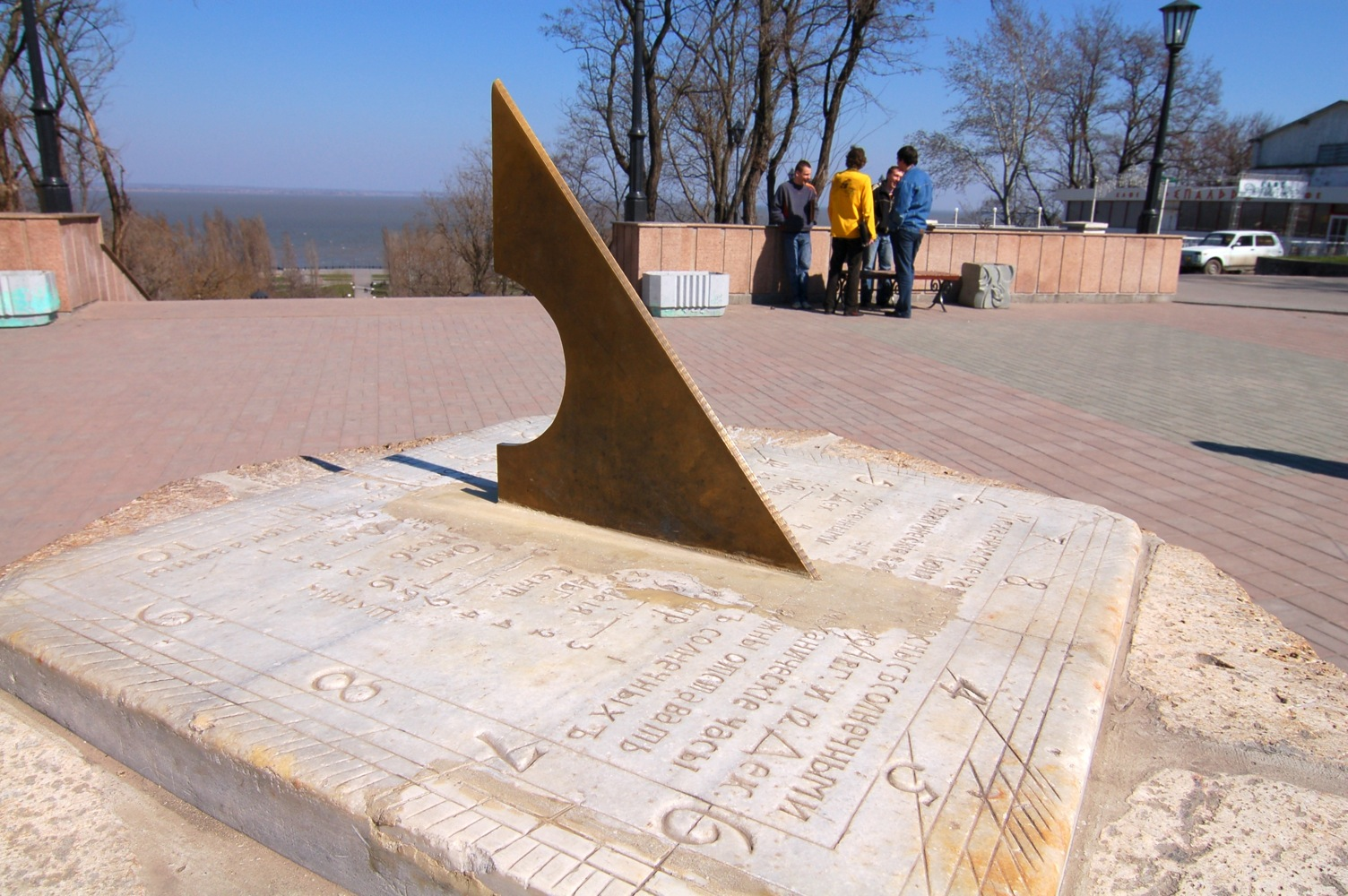
A legősibb napóra a gnómon: egy függőleges tengelyű bot, vessző vagy obeliszk, amely árnyékát egy vízszintes felületre veti, a gnómon árnyéka a Nap delelésekor lesz a legrövidebb és ekkor az árnyék éppen észak-déli irányú

A gnómon árnyékának hossza alapján megállapítható a napfelkelte óta eltelt idő, illetve a napnyugtáig hátralévő idő durva közelítő értéke.
{\displaystyle t={\frac {d}{2\left({\frac {s}{g}}+1\right)}}},
ahol a használt jelölések:
{\displaystyle t:} az eltelt idő,
{\displaystyle d:} az időkülönbség a napfelkelte és a naplemente között,
{\displaystyle s:} az árnyék hossza,
{\displaystyle g:} a gnómon hossza.

## AKhandakhádjaka
Másik munkájában, a 665-ben írt Khandakhádjaka („Asztronómiai értekezés”) címűben, főleg csillagászati vonatkozású kérdésekkel foglalkozik. A matematikusok számára fontos volt saját módszerének ismertetése a szinusz értékének meghatározására.